# Relativistisch elektromagnetisme
Relativistisch elektromagnetisme is een moderne didactische benadering voor het ontwikkelen van elektromagnetische veldtheorie met behulp van elektrische velden en lorentztransformaties.
Men gebruikt de wet van Coulomb, die uitgaat van actie op afstand maar eenvoudig te begrijpen is, en bestudeert deze in verschillende inertiaalstelsels. Hoewel dit veel kennis van de speciale relativiteitstheorie vergt (zelfs met een klassieke aanpak), is het soms mogelijk magnetische effecten te verklaren als gevolg van eenvoudige lorentzcontractie van ladingsdichtheid. Centraal staat dan de lorentzcontractiefactor: {\displaystyle (1-v^{2}/c^{2})^{1/2}}. Deze benadering om elektromagnetisme te onderwijzen is onder andere beschreven in de Encyclopædia Britannica (1956) en de Feynman Lectures on Physics (1964) en biedt een voorbereiding voor elektromagnetische wetten zoals de wet van Biot-Savart, de wet van Ampère en de Maxwell-vergelijkingen.

## Achtergrond en uitgangspunten
De speciale relativiteitstheorie gaat over het formuleren van natuurwetten in verschillende inertiaalstelsels. Consequente toepassing van het relativiteitsprincipe leidt tot de lorentztransformatie. In eerste instantie beschrijft die hoe plaats en tijd moeten worden omgerekend tussen verschillende stelsels. Door beweging van deeltjes te beschrijven vindt men vervolgens de transformatie van onder andere massa, moment, energie en kracht. Ook bij elektrische en magnetische velden kan men zich afvragen hoe die worden geformuleerd in verschillende inertiaalstelsels. In een bepaald stelsel kan alleen sprake zijn van elektrische kracht (als de ladingen in rust zijn). In een ander stelsel (dat beweegt ten opzichte van het eerste) zullen ook magnetische krachten een rol spelen. Het moet daarom mogelijk zijn om uit te gaan van elektrische kracht en het bestaan van magnetische kracht aan te tonen of zelfs te beschrijven. Dit is het doel van relativistisch elektromagnetisme.
Uitgangspunt voor de relativistische beschrijving van elektromagnetisme is dat wanneer de lading die het veld veroorzaakt in rust is, er alleen sprake is van een elektrisch veld zoals beschreven door de wet van Coulomb. Ook het feit dat deze uitgaat van actie op afstand vormt dan geen bezwaar. Door vanuit het oorspronkelijke stelsel te transformeren naar een stelsel waarin dit het geval is, kan de elektrische kracht berekend worden. Die transformeert men vervolgens terug naar het oorspronkelijke stelsel. Doet men dit met een testlading die in rust is in het oorspronkelijke stelsel, dan vindt men het elektrisch veld. Effecten die ontstaan wanneer de testlading beweegt duiden op het bestaan van een magnetisch veld. Wanneer de lading die het veld veroorzaakt, bestaat uit verschillende delen die onderling bewegen, onderzoekt men eerst elk deel apart en combineert het resultaat.

## Transformatie van elektrische velden: vereenvoudigde analyse

Figuur 1: Twee tegengesteld geladen platen met een uniform elektrisch veld. Met de Gaussische pillendoos (in rust) kan de sterkte van het veld worden bepaald.

Laten wij eerst eens kijken naar het elektrisch veld van een bewegende ladingsverdeling. Zo'n veld kan worden gevormd tussen de geladen parallelle platen van een plaatcondensator. Het veld is dan uniform (met verwaarlozing van randeffecten) tussen de platen en nul daarbuiten. Veronderstel nu dat het geheel beweegt in een richting evenwijdig aan de platen. We gaan nu niet naar het stelsel waarin de lading in rust is, maar constateren direct dat de platen korter worden met de bovengenoemde lorentzcontractiefactor ten opzichte van hun ruststelsel. De afstand tussen de platen zal niet veranderen. Aangezien de totale lading op iedere plaat onafhankelijk is van het stelsel waarin het wordt gemeten, neemt de ladingsdichtheid op de bewegende platen toe en dus ook het veld:
{\displaystyle {\vec {E}}={\frac {{\vec {E}}_{0}}{\sqrt {1-v^{2}/c^{2}}}}}
Wanneer de veroorzakende lading beweegt in een richting loodrecht op de platen, zal de afmeting van de platen niet veranderen, maar de afstand tussen de platen wel. Dit laatste heeft echter geen effect op de grootte van het elektrisch veld. De bovengenoemde analyse is zeer eenvoudig, maar de resultaten blijken algemeen geldig: een elektrisch veld neemt toe met de contractiefactor wanneer de veroorzakende ladingsverdeling beweegt in een richting loodrecht op het veld en verandert niet wanneer de beweging evenwijdig is aan het veld.

## Oorsprong van magnetische kracht en magnetische velden

Figuur 2: Een horizontale stroom, gevormd door gelijkmatig verdeelde bewegende positieve ladingen en eveneens gelijkmatig verdeelde negatieve ladingen in rust. Een positieve testlading buiten de draad beweegt evenwijdig aan de stroom.

Figuur 3: Dezelfde situatie, maar nu in het stelsel waar de testlading in rust is. De positieve ladingen zijn ook in rust terwijl de negatieve ladingen naar links bewegen. De afstand tussen de ladingen is veranderd.

Laten we nu kijken naar een eenvoudig model voor elektrische stroom door een draad. Die wordt gevormd door gelijkmatig verdeelde positieve ladingen die naar rechts bewegen met evenveel negatieve ladingen in rust. Een positieve testlading, buiten de draad, beweegt evenwijdig aan de draad. Als verdere vereenvoudiging is de snelheid van de testlading (v) gelijkgesteld aan die van de bewegende ladingen in de draad.
In het laboratoriumstelsel beweegt zowel de testlading als de lading in de draad. Daardoor is de kracht op de testlading niet zomaar te bepalen. Omdat de ladingsdichtheid van positieve en negatieve ladingen gelijk is, is er geen netto elektrostatische kracht. Maar, uit de praktijk weten we dat de testlading wel een magnetische kracht zal voelen. Laten wij nu zien of we dit kunnen aantonen met de juiste transformatie.
Beschouwen we daarom een ander stelsel waarin de positieve lading in rust is. Omdat ook de testlading in rust is, is er alleen sprake van elektrostatische krachten. In dit stelsel bewegen de negatieve ladingen naar links. Net als in het voorgaande voorbeeld is de afstand tussen deze ladingen kleiner dan in het laboratoriumstelsel. Voor de positieve ladingen geldt het omgekeerde. Die zijn na de transformatie in rust terwijl de afstand groter is dan in het laboratoriumstelsel. Het netto effect is dat de draad een negatieve lading draagt. Daardoor kunnen we constateren dat de testlading een kracht ondervindt in de richting van de draad.
In het bewegende stelsel zal de testlading in de richting van de draad bewegen. In het laboratoriumstelsel zal dit ook gebeuren. Dit is precies wat men ook door het magnetisch veld zou verwachten (twee evenwijdige stromen trekken elkaar aan). Het is bijzonder dat dit effect, dat met behulp van de relativiteitstheorie bereikt is, ook echt waargenomen wordt. De snelheid is namelijk vele malen lager dan de lichtsnelheid: in typische gevallen is de gemiddelde snelheid van de elektronen van de orde van 1 mm/s of nog lager! Dat de magnetische kracht toch kan worden waargenomen komt doordat er een geleider zeer veel positieve en negatieve lading bevat. Zelfs een kleine verandering van de ladingsdichtheid heeft daardoor al een meetbaar effect.

## Grootte van de magnetische kracht
Nu we hebben aangetoond dat lorentzcontractie van de ladingsdichtheid een kracht geeft in dezelfde richting als wordt verwacht voor de magnetische kracht, laten we dan ook eens kijken naar de grootte van die kracht. Stel om te beginnen de ladingsdichtheid van zowel de positieve als de negatieve ladingen in het laboratoriumstelsel gelijk aan {\displaystyle \sigma }. In het bewegende stelsel is de dichtheid van de negatieve ladingen dan gelijk aan:
{\displaystyle \sigma _{+}=\sigma {1 \over {\sqrt {1-v^{2}/c^{2}}}}\approx \sigma (1+{\frac {1}{2}}{v^{2}/c^{2}})}
En de dichtheid van de positieve ladingen:
{\displaystyle \sigma _{-}=\sigma {\sqrt {1-v^{2}/c^{2}}}\approx \sigma (1-{\frac {1}{2}}{v^{2}/c^{2}})}
De netto ladingsdichtheid is:
{\displaystyle \sigma _{netto}=\sigma _{+}-\sigma _{-}\approx -\sigma v^{2}/c^{2}}
Met behulp van de wet van Coulomb en integratie over een oneindig lange draad met deze ladingsdichtheid vinden we ten slotte de grootte van de kracht op de testlading (q):
{\displaystyle F=Eq={\frac {\sigma _{netto}}{2\pi \epsilon _{0}r}}q={\frac {\sigma qv^{2}}{2\pi \epsilon _{0}rc^{2}}}}
Daarin is E het elektrisch veld, r de afstand van de testlading tot de draad en {\displaystyle \epsilon _{0}} de elektrische veldconstante.
Laten we dan nu eens kijken hoe groot de kracht is die we verwachten van het magnetisch veld. Met de wet van Biot-Savart vinden we het magnetisch veld (B) van een oneindig lange stroomdraad. Stellen we de stroomsterkte (I) gelijk aan {\displaystyle I=\sigma v}, dan kunnen we magnetische lorentzkracht op de testlading berekenen:
{\displaystyle F=Bqv={\frac {\mu _{0}I}{2\pi r}}qv={\frac {\mu _{0}\sigma v}{2\pi r}}qv={\frac {\mu _{0}\sigma qv^{2}}{2\pi r}}}
Daarin is {\displaystyle \mu _{0}} de magnetische veldconstante. Aangezien ten slotte uit de wetten van Maxwell volgt dat
{\displaystyle c=1/{\sqrt {\mu _{0}\epsilon _{0}}}} kunnen we constateren dat de twee uitdrukkingen voor de kracht gelijk zijn. De kracht waarvan we het bestaan in het vorige onderdeel hebben aangetoond is dus inderdaad de magnetische kracht die we al kennen uit de praktijk. We zien dan ook dat het niet per se nodig is rekening te houden met een magnetisch veld. Wanneer alleen de wet van Coulomb gebruikt wordt en verder correct gebruikgemaakt wordt van de lorentztransformaties komen we ook tot een juiste beschrijving van de kracht. Maar, beschrijving met behulp van een magnetisch veld is wel handig zodat we niet steeds deze zeer ingewikkelde transformaties hoeven uit te voeren.
1. ↑  https://web.archive.org/web/20080101005238/http://www.cse.secs.oakland.edu/haskell/SpecialRelativity.htm